# Союз Української Державності
Союз Української Державності — легальна політична організація створена братчиками для легалізації їхньої діяльності. Для конспірації братчиків організація створена як окрема структура, без будь-якого натяку на Братство самостійників.
Організація діяла в період Української революції 1917—1921 р.р.